# More4
More4 je televizní kanál britského Channelu 4. Vysílá od roku 2005.

## Historie
Kanál zahájil vysílání 10. října 2005 a diváky nalákal na třeba na americké drama The West Wing, původně vysíláno na E4 nebo na krimi seriál Beze stopy. Dále kanál vysílá například americké The Daily Show nebo stand-up comedy Curb Your Enthusiasm. Dále také reprízuje úspěšné pořady z Channel 4, například Deal or No Deal, orig. verze českého Ber nebo Neber nebo publicistiký pořad Dispatches.
Kanál na sebe také upoutal pozornost se svými upoutávkami, kde sám sebe propogoval jako kanál se "zábavou pro dospělé", díky čemuž si mnhoho lidí myslelo, že půjde o kanál pornografický. Nakonec to bylo upřesněno jako kanál s "inteligentními a bystrými" pořady.
V dubnu 2006 kanál vysílal živě hypnochirurgickou operaci kýly.
23. ledna 2012 More4 změnil své logo, identitu a začal vysílat více lifestylových pořadů.

## Program
Kanál vysílá lifestylové pořady, tedy reality show, talk show, ale i komedie nebo drama. Před proměnou v roce 2012 kanál také vysílal dokumenty, ty byly přesunuty na Channel 4. Kanál také vysílal své vlastní zprávy, More4 News, od roku 2005 do roku 2009. Vysílaly se každý všední den od 20.00 a trval půl hodiny.
Kanál vysílá od 9 do 6 hodin ráno.

## More4 +1
O hodinu posunutá verze, More 4 +1 začala vysílat 14. prosince 2005 na platformě Freeview v DVB-T. Tam také ukončila vysílání 18. května 2006. Kanál je nyní dostupný na platformě Sky a u kabelových operátorů. Na platformě Sky také běžel More4 +2, dočasný kanál vysílající mezi 19.45 a 23.00 zahájil vysílání 16. dubna 2012 a ukončil vysílání 26. června toho samého roku a to z důvodu začátku vysílání kanálu 4seven v červenci 2012.

## More4 HD
Verze kanálu ve vysokém rozlišení obrazu, More4 HD začala vysílat 4. února 2013 na platformě Sky. Channel 4 původně plánoval vznik verze kanálu na rok 2011, to se nakonec ukázalo jako nereálné datum. V lednu 2012 v rámci nové identity kanálu bylo společností ManvsMachine vytvořeno logo More4 HD. 14. září 2012 Channel 4 ohlásil vznik kanálu na platformě Sky.